# شاه‌آباد، هاردوی
شاه‌آباد، هاردوی (به انگلیسی: Shahabad) یک منطقهٔ مسکونی در هند است که در شهرستان هاردوی واقع شده‌است.

## خصوصیات
شاه‌آباد ۸۰٬۲۲۶ نفر جمعیت دارد و ۱۴۳ متر بالاتر از سطح دریا واقع شده‌است.